# Манол Къков
Манол Георгиев Къков (29 септември 1963 г. – 6 юни 2017 г.) е български журналист.
Работил е в БНР и БНТ. На 10 ноември 1989 г. прочита новината за падането от власт на Тодор Живков. Известен е като гласа на предаването „Всяка неделя“. Озвучавал е в редица документални филми на Нешънъл Джиографик.

## Личен живот
Женил се е 3 пъти, два от които за една и съща жена.

## Смърт
Къков умира на 6 юни 2017 г.